# Haven (Kamelot)
Haven is het elfde album van de Amerikaanse metalband Kamelot. Op dit album maken o.a. Charlotte Wessels (Delain), Alissa White-Gluz (ex-The Agonist, Arch Enemy) en Troy Donockley (Nightwish) een gastverschijning.
Van dit album werden van de nummers "Insomnia", "Veil of Elysium", "My Therapy" en "Liar Liar (Wasteland Monarchy)" video's uitgebracht.  

## Tracklist
| 1.                 | Fallen Star                    |                                                              | 4:39 |
| 2.                 | Insomnia                       |                                                              | 4:13 |
| 3.                 | Citizen Zero                   |                                                              | 5:49 |
| 4.                 | Veil of Elysium                |                                                              | 3:54 |
| 5.                 | Under Grey Skies               | met Charlotte Wessels (Delain) en Troy Donockley (Nightwish) | 4:52 |
| 6.                 | My Therapy                     |                                                              | 4:26 |
| 7.                 | Ecclesia                       |                                                              | 0:44 |
| 8.                 | End of Innocence               |                                                              | 3:49 |
| 9.                 | Beautiful Apocalypse           | met Charlotte Wessels (Delain)                               | 4:25 |
| 10.                | Liar Liar (Wasteland Monarchy) | featuring Alissa White-Gluz (ex-The Agonist, Arch Enemy)     | 5:54 |
| 11.                | Here's to the Fall             |                                                              | 4:04 |
| 12.                | Revolution                     | met Alissa White-Gluz (ex-The Agonist, Arch Enemy)           | 4:49 |
| 13.                | Haven                          |                                                              | 2:14 |
| Totale duur: 53:55 |                                |                                                              |      |

| 14.                | The Ties That Bind | 3:52 |
| Totale duur: 57:52 |                    |      |

| 14.                | At First Light | 5:11 |
| Totale duur: 59:05 |                |      |

| 1.                 | End of Innocence (Pianoversie)                        |                                                              | 3:36 |
| 2.                 | Veil of Elysium (Akoestische versie)                  |                                                              | 3:08 |
| 3.                 | Fallen Star (Orkestrale versie)                       |                                                              | 4:53 |
| 4.                 | Here's to the Fall (Orkestrale versie)                |                                                              | 4:06 |
| 5.                 | My Therapy (Orkestrale versie)                        |                                                              | 4:22 |
| 6.                 | Fallen Star (Instrumentale versie)                    |                                                              | 4:41 |
| 7.                 | Insomnia (Instrumentale versie)                       |                                                              | 4:13 |
| 8.                 | Citizen Zero (Instrumentale versie)                   |                                                              | 5:51 |
| 9.                 | Veil of Elysium (Instrumentale versie)                |                                                              | 3:54 |
| 10.                | Under Grey Skies (Instrumentale versie)               | met Charlotte Wessels (Delain) en Troy Donockley (Nightwish) | 4:53 |
| 11.                | My Therapy (Instrumentale versie)                     |                                                              | 4:27 |
| 12.                | End of Innocence (Instrumentale versie)               |                                                              | 3:51 |
| 13.                | Beautiful Apocalypse (Instrumentale versie)           | met Charlotte Wessels (Delain)                               | 4:27 |
| 14.                | Liar Liar (Wasteland Monarchy) (Instrumentale versie) | met Alissa White-Gluz (ex-The Agonist, Arch Enemy)           | 5:55 |
| 15.                | Revolution (Instrumentale versie)                     | featuring Alissa White-Gluz (Arch Enemy)                     | 4:50 |
| Totale duur: 66:57 |                                                       |                                                              |      |

## Personeel
KAMELOT
- Thomas Youngblood - gitaren, achtergrondzang, orkestrale arrangementen
- Casey Grillo - drums en percussie
- Tommy Karevik - hoofdzang
- Sean Tibbetts - basgitaar
- Oliver Palotai - toetsen, orkestrale arrangementen

### Gastmusici
- Alissa White-Gluz (ex-The Agonist, Arch Enemy) - zang op "Liar Liar (Wasteland Monarchy)", grunts op "Liar Liar (Wasteland Monarchy)" en "Revolution"
- Troy Donockley (Nightwish) - tinwhistle op "Under Grey Skies"
- Charlotte Wessels (Delain) - zang op "Under Grey Skies", achtergrondzang op "Beautiful Apocalypse"

### Sessiemusici
- Cloudy Yang - koor, achtergrondzang op "Revolution"
- Grazia Sposito - koor
- Herbie Langhans - koor
- Sascha Paeth - additionele gitaren
- Dennis Hornung - contrabas op "Fallen Star"
- Miro - additionele toetsen op "Veil of Elysium" en "End of Innocence"
- Thomas Rettke - koor

### Crew
- Sascha Paeth - producer
- Jacob Hansen - mastering
- Stefan Heilemann - artwork, lay-out
- Gustavo Sazes - additionele artwork, lay-out
- Jim Morris - opname, engineering (drums)
- Andrew Boullianne - opname, engineering (assistent) (drums)
- Philip Collodetti - engineering (additioneel)
- Miro - engineering (additioneel)
- Olaf Reitmeier - engineering (additioneel)
- Tim Tronckoe - fotografie
- Nina Lahtinen - kleren
- Ville Juurikkala - fotografie (Troy Donockley)